# Taksony (település)
Taksony (németül: Taks) Dunamenti nagyközség Pest vármegyében, a Szigetszentmiklósi járásban, a budapesti agglomerációban. Népszerű horgász-, csónakázó- és nyári üdülőhely.

## Fekvése
A Csepeli-sík és a Pesti-hordalékkúpsíkság határán, a Ráckevei-Duna bal partján, a budapesti agglomeráció dél-pesti részén, a főváros közigazgatási határától mintegy 10 kilométerre délre helyezkedik el.
A szomszédos települések: északkelet felől Dunaharaszti, kelet felől Alsónémedi, délkelet felől Bugyi, dél felől Dunavarsány, nyugat felől pedig Szigetszentmiklós; Dunaharasztitól természetes határként a Duna–Tisza-csatorna, Szigetszentmiklóstól pedig a Ráckevei-Duna választja el.

### Megközelítése
A település központján végighúzódik, nagyjából észak-déli irányban az 510-es főút, ez a legfontosabb közúti elérési útvonala. Délkeleti határában elhalad az 51-es főút is, de az a lakott területeit szinte teljesen elkerüli. Délkeleti szomszédjával, Bugyival és azon keresztül Dabassal az 5202-es út kapcsolja össze.
A hazai vasútvonalak közül a települést a Budapest–Kelebia-vasútvonal érinti, melynek egy megállási pontja van itt; Taksony vasútállomás a település délkeleti szélén, az 5202-es út vasúti keresztezésétől északra helyezkedik el, közúti elérését az 52 301-es számú mellékút biztosítja.

## Története
Árpád unokájának, Taksony fejedelemnek (931–973) a birtoka volt, akit állítólag itt temettek el, s később I. András bátyját, Leventét is. A 19. század elején bontották le az Árpád korban épített templomát.
Terra Toxun alakban 1281-ben említik. 1283-ban a Nyulak-szigeti (Margit-sziget) apácák kapták meg.
A török időkben elpusztult község 1711 után Württembergből (ma Baden-Württemberg, Németország) jött németekkel települt be.
1754-től a budai klarissza apácáké, feloszlásuk után (1782) a vallásalapé lett.

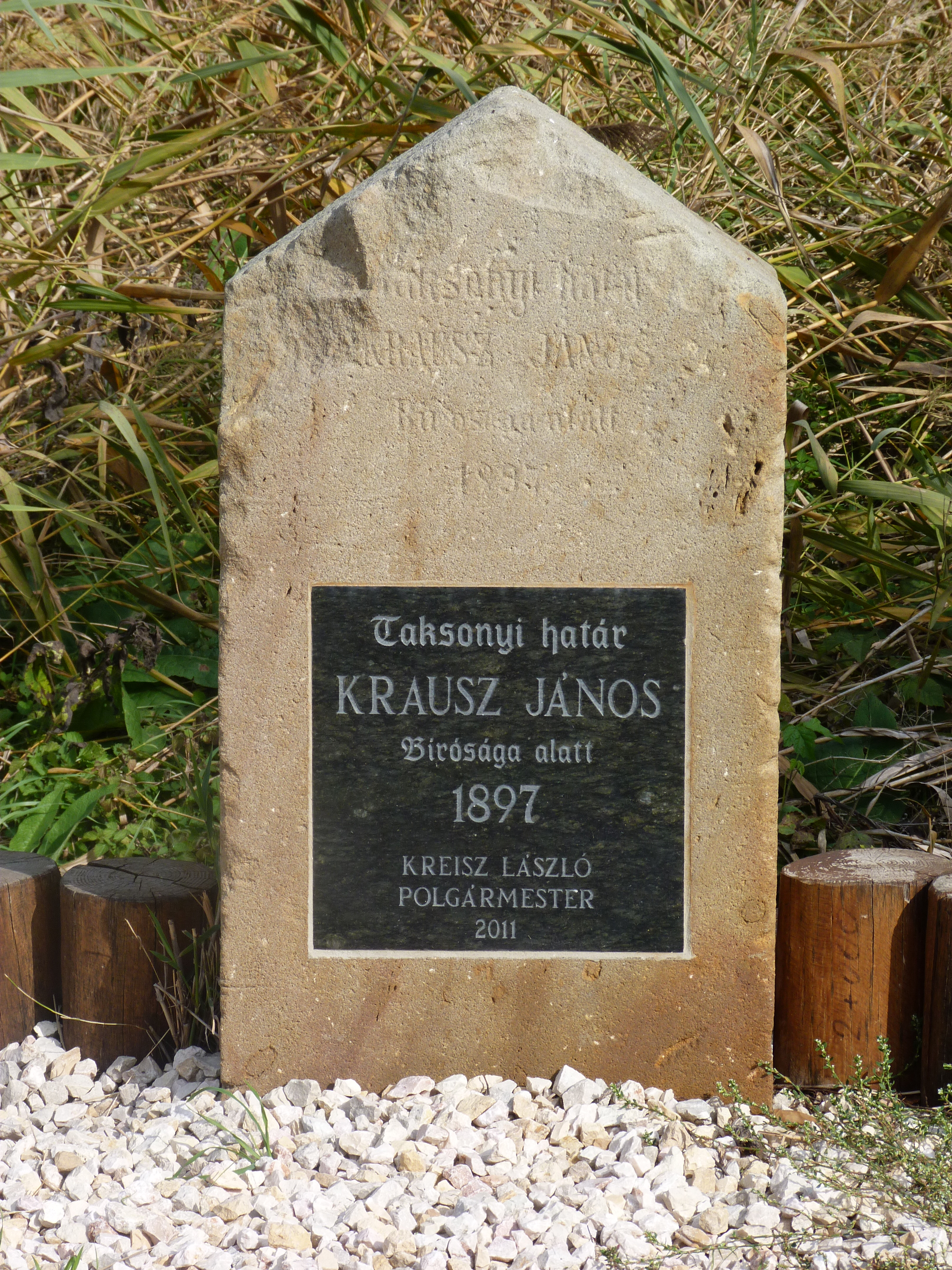
Krausz János egykori bíró emlék-határköve

## Közélete

### Polgármesterei
- 1990–1994: Nyeste István (független)[4]
- 1994–1998: Nyeste István (független)[5]
- 1998–2002: Nyeste István (független)[6]
- 2002–2006: Varju László (MSZP)[7]
- 2006–2010: Kreisz László (független)[8]
- 2010–2014: Kreisz László (független)[9]
- 2014–2019: Kreisz László (Fidesz-KDNP)[10]
- 2019–2024: Kreisz László (Fidesz-KDNP)[11]
- 2024– : Zsolnai Pál (független)[1]

## Népesség
A település népességének változása:
| Lakosok száma | 6105 | 6100 | 6189 | 6480 | 6894 | 6842 | 6882 |
|               | 2013 | 2014 | 2018 | 2021 | 2022 | 2023 | 2024 |

A 2011-es népszámlálás során a lakosok 85%-a magyarnak, 0,6% cigánynak, 0,2% horvátnak, 22,9% németnek, 0,6% románnak mondta magát (14,7% nem nyilatkozott; a kettős identitások miatt a végösszeg nagyobb lehet 100%-nál). A vallási megoszlás a következő volt: római katolikus 48,7%, református 8,1%, evangélikus 0,9%, görögkatolikus 0,9%, felekezeten kívüli 12,7% (27,5% nem nyilatkozott).
2022-ben a lakosság 88,3%-a vallotta magát magyarnak, 12,1% németnek, 0,8% ukránnak, 0,5% cigánynak, 0,4% románnak, 0,1-0,1% szlovénnek, örménynek, lengyelnek, horvátnak, görögnek és szlováknak, 3,1% egyéb, nem hazai nemzetiségűnek (11% nem nyilatkozott; a kettős identitások miatt a végösszeg nagyobb lehet 100%-nál). Vallásuk szerint 32,8% volt római katolikus, 7,3% református, 0,9% görög katolikus, 0,7% evangélikus, 0,2% ortodox, 1% egyéb keresztény, 0,7% egyéb katolikus, 15,5% felekezeten kívüli (40,7% nem válaszolt).

## Nevezetességei
- Szent Anna-templom. 1804–1811 között épült, a második világháború s az 1956-os földrengés tönkretette, új templomot építettek.
- Taksony fejedelem fejszobra. Domonkos Béla műve, a főúton áll.
- Wass Albert mellszobra a Szent Anna téren, Gábor Emese alkotása

## Neves taksonyiak
- Krisz Rudi popsztár
- Kugler Attila kajakozó, a 2016-os riói olimpia olimpikonja
- Itt született Arnold György (1781–1848) zeneszerző, karmester, egyházi karnagy.
- Itt született Fehér Mihály (1945–2018) magyar ökölvívó, edző.
- Itt hunyt el 1734-ben Fabricius János evangélikus lelkész.
- Itt hunyt el 1953-ban Várady Béla római katolikus plébános, a két világháború közötti Csehszlovákia közéleti szereplője.
- Itt szolgált Chobot Ferenc (1860–1931) prépost-plébános.

## Testvérvárosai
- Vízkelet, Szlovákia[14]
- Taksonyfalva, Szlovákia[14]
- Henfenfeld, Németország[14]
- Rain am Lech, Németország[14]

## Légifotó-galéria

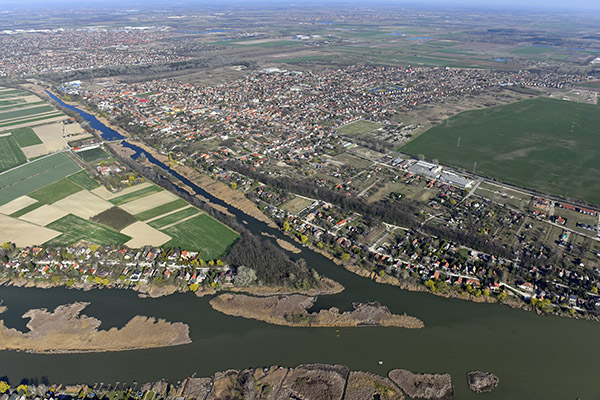
Taksony látképe madártávlatból
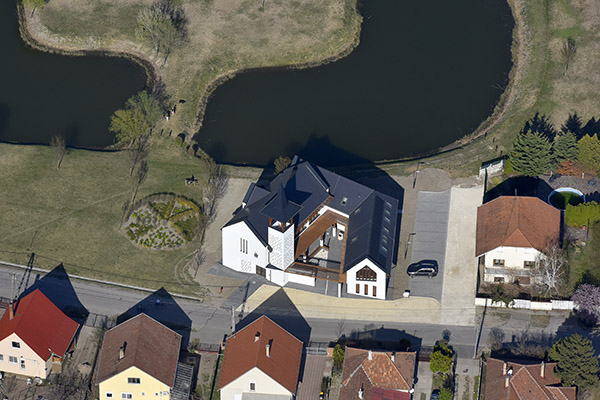
Taksony, Békesség háza a magasból
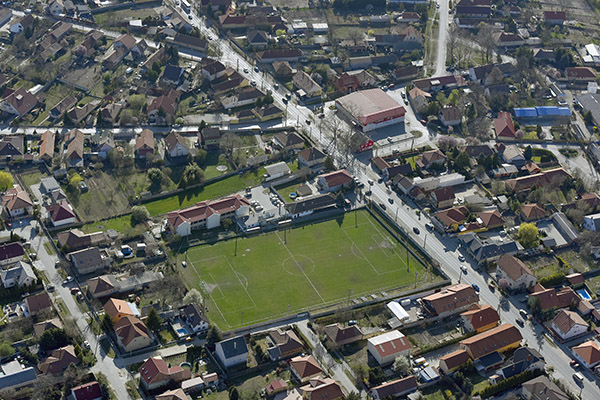
A taksonyi focipálya a levegőből
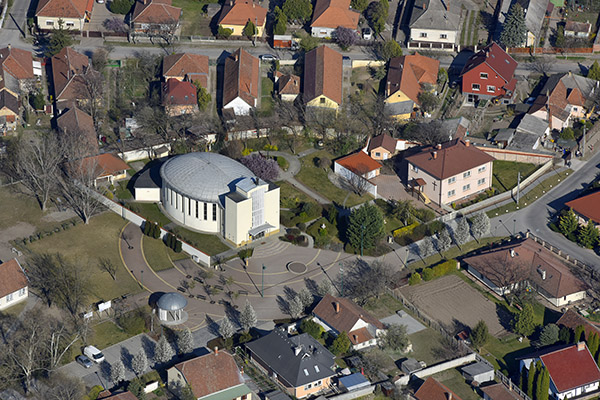
A taksonyi Szent Anna-templom légi felvételen
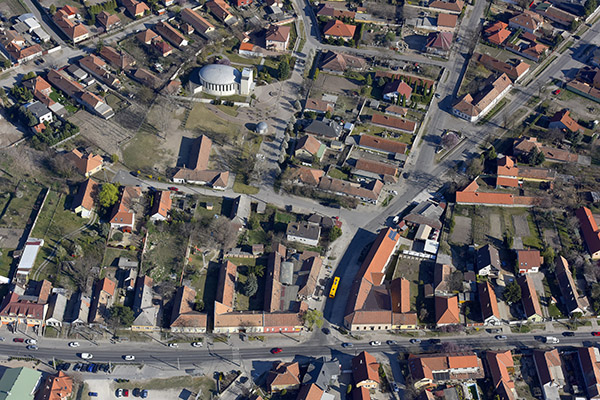
Taksony község légi fotón